# 周家明
周家明，SC（1964年—）香港法律專業人士，香港高等法院上訴庭法官，港版國安法指定法官。

## 簡歷
周家明於1986年在香港大學取得法學士，其後於1987年取得香港大學法學專業證書，同年於香港獲得大律師資格，於天博大律師事務所（Temple Chambers）執業。周家明於1995年於新加坡獲得訟辯人及律師資格。2004年，他獲委任為香港資深大律師，曾於2009年期間獲委任為高等法院原訟法庭暫委法官。周家明於2010年獲委任為高等法院原訟法庭特委法官，再於2014年獲委任為高等法院原訟法庭法官。2021年6月9日起獲委任為高等法院上訴庭法官。

## 司法生涯
周家明法官曾處理多宗案件，當中較具爭議性的包括：
- 拒絕梁振英UGL司法覆核案[2]
- 拒絕機場三跑建設費、環評報告及工程許可證司法覆核案（案件編號：HCAL 99, 102, 104/2015）[3][4]
- 梁鎮罡案（案件編號：HCAL 258/2015）：裁定在外國結婚的同性伴侶可在香港享有已婚公務員的福利，但駁回同性伴侶應享有稅務優惠。[5]。其後終審法院裁定同性伴侶也可享有稅務優惠。[6]
- 香港原居民丁權覆核案：周家明在判詞指丁權屬於原居民的傳統權益，但涉及政府用地的私人協約方式，或以換地方式批出的丁權屬違憲。周同時強調利用丁屋政策建屋目的應為自用。[7]
- 高鐵香港段一地兩檢案：周家明在判詞中認為一地兩檢的安排並沒違反《基本法》，對香港整體利益帶來好處，亦符合《基本法》的立法原意。[8][9]
- 頒佈機場、港鐵臨時禁制令[10][11]
- 拒絕頒令特首成立調查警方的獨立調查委員會，指以司法覆核去解決政治議題並不是法庭的功能。[12]
- 裁定2018年立法會補選中周庭的選舉呈請勝訴，區諾軒當選無效。認為選舉主任在決定候選人提名無效之前，沒有給予周庭合理機會回應是明顯違反程序公義，但確認選舉主任有權就參選人的相關聲明是否真誠，決定提名是否有效。[13][14]
- 頒令港鐵須保留太子站及荔枝角站2019年8月31日晚上至今年9月1日凌晨的閉路電視片段，並於2020年3月18日頒令港鐵需要向前教大學生會會長披露該片段，以便其入稟向警方索償。[15][16]
- 裁定《禁蒙面法》及《緊急法》在危害公安情況下訂立規例方面違憲（案件編號：HCAL2945/2019、HCAL2949/2019）[17][18]，但批准「暫緩執行裁決」7日，讓政府向高等法院上訴法庭上訴，最終上訴法庭拒絕暫緩裁決。[19][20]
- 裁定房委會不容許在外國結婚的同性伴侶以「夫婦」名義申請公屋屬違憲。[21]
- 拒絕香港記者協會就警方在反修例運動中故意妨礙傳媒採訪以及向記者使用過度武力提出的司法覆核。[22]
- 裁定在2019年香港區議會選舉中，現任觀塘區翠屏區議員洪駿軒於選舉期間作誤導性陳述，宣佈洪駿軒為非妥為當選，並取消其區議員資格。[23]